# Davit Bagration-Grouzinski
David XI
Davit Bagratovitch Bagration-Grouzinski (géorgien : დავით გრუზინსკი), dit David XI ou David XIII de Géorgie, né le 30 avril 1819 et mort le 24 septembre 1888, est un prince géorgien et homme politique russe du XIXe siècle.

## Biographie
Né en Géorgie, à l'époque intégrée à l'Empire russe, Davit Bagration-Grouzinski était le fils du prince Bagrat Gueorguievitch Bagration et de son épouse Ekaterina Dourmichkhavna Iroubakidzé-Cholokachvili, et le petit-fils du dernier roi de Géorgie Georges XII. Il fut éduqué avec et de la même façon que les fils de la grande aristocratie russe et devint ensuite officier de l'artillerie du Caucase puis conseiller du vice-roi du Caucase Mikhaïl Semionovitch Vorontsov de 1844 à 1850, avant de devenir lieutenant du Régiment de cosaques de la Garde impériale en 1852.
Le 6 mai 1833, l'empereur Alexandre II lui attribue le titre de prince russe avec le nom Grouzinski (signifiant de Géorgie), ainsi que le prédicat d'Altesse Sérénissime, le 1er août 1865. 
Le 27 septembre 1880, à la mort de son cousin Ivan, il devint prétendant au trône de Géorgie, en tant qu'aîné de la famille des Bagratides, bien que les sœurs d'Ivan soient encore vivantes (la loi salique n'existe pas en Géorgie). Davit mourut le 24 septembre 1888 et fut enterré au monastère de Pokrova. Son neveu Petre lui succéda.

## Famille
Le prince Davit Bagratovitch Bagration-Grouzinski épousa la comtesse Anna Alexeïevna Mazourina (1824-1866), fille du comte Alexis Alexeïvitch Mazourine, dont il eut un fils :
- Spiridon Davidovitch Bagration-Grouzinski, mort jeune en 1861.